# The Miser's Daughter (film 1912)
The Miser's Daughter è un cortometraggio muto del 1912. Il nome del regista non viene riportato nei credit del film che, prodotto dalla Reliance Film Company, aveva come interpreti Henry B. Walthall e Gertrude Robinson.

## Produzione
Il film venne prodotto dalla Reliance Film Company

## Distribuzione
Distribuito dalla Motion Picture Distributors and Sales Company, il film - un cortometraggio di una bobina - uscì nelle sale cinematografiche degli Stati Uniti l'11 maggio 1912.